# 400 meter för herrar i friidrott vid olympiska sommarspelen 1984
400 meter herrar vid olympiska sommarspelen 1984 i Los Angeles avgjordes 4-8 augusti. 

## Medaljörer
| Gren      | Guld                | Guld  | Silver                           | Silver | Brons               | Brons |
| 400 meter | Alonzo Babers · USA | 44,27 | Gabriel Tiacoh · Elfenbenskusten | 44,54  | Antonio McKay · USA | 44,71 |

## Resultat
- Q innebär avancemang utifrån placering i heatet.
- q innebär avancemang utifrån total placering.
- DNS innebär att personen inte startade.
- DNF innebär att personen inte fullföljde.
- DQ innebär diskvalificering.
- NR innebär nationellt rekord.
- OR innebär olympiskt rekord.
- WR innebär världsrekord.
- WJR innebär världsrekord för juniorer
- AR innebär världsdelsrekord (area record)
- PB innebär personligt rekord.
- SB innebär säsongsbästa.

### Final
| Placering | Final                   | Tid   |
| --------- | ----------------------- | ----- |
|           | Alonzo Babers (USA)     | 44,27 |
|           | Gabriel Tiacoh (CIV)    | 44,54 |
|           | Antonio McKay (USA)     | 44,71 |
| 4.        | Darren Clark (AUS)      | 44,75 |
| 5.        | Sunder Nix (USA)        | 44,75 |
| 6.        | Sunday Uti (NGR)        | 44,93 |
| 7.        | Innocent Egbunike (NGR) | 45,35 |
|           | Bertland Cameron (JAM)  | DNS   |

### Semifinaler
| Placering | Heat 1                  | Tid    |
| --------- | ----------------------- | ------ |
| 1.        | Innocent Egbunike (NGR) | 45,16  |
| 2.        | Alonzo Babers (USA)     | 45.17  |
| 3.        | Darren Clark (AUS)      | 45.26  |
| 4.        | Sunder Nix (USA)        | 45.41  |
| 5.        | Aldo Canti (FRA)        | 45.59  |
| 6.        | Michael Paul (TRI)      | 45.60  |
| 7.        | Kriss Akabusi (GBR)     | 45.69  |
| 8.        | Susumu Takana (JPN)     | 45.88. |

| Placering | Heat 2                 | Tid        |
| --------- | ---------------------- | ---------- |
| 1.        | Gabriel Tiacoh (CIV)   | 44,64      |
| 2.        | Sunday Uti (NGR)       | 44.83      |
| 3.        | Antonio McKay (USA)    | 44.92      |
| 4.        | Bertland Cameron (JAM) | 45.10      |
| 5.        | Bruce Frayne (AUS)     | 45.21      |
| 6.        | Elvis Forde (BAR)      | 45.32 (NR) |
| 7.        | David Kitur (KEN)      | 45.62      |
| 8.        | Dave Lishebo (ZAM)     | 45.97.     |

### Kvartsfinaler
| Placering | Heat 1               | Tid    |
| --------- | -------------------- | ------ |
| 1.        | Antonio McKay (USA)  | 44,72  |
| 2.        | Darren Clark (AUS)   | 44.77  |
| 3.        | Kriss Akabusi (GBR)  | 45.43  |
| 4.        | Dave Lishebo (ZAM)   | 45.57  |
| 5.        | John Anzarah (KEN)   | 45.67  |
| 6.        | Devon Morris (JAM)   | 46.14  |
| 7.        | Allan Ingraham (BAH) | 46.14  |
| 8.        | David Peltier (BAR)  | 46.48. |

| Placering | Heat 2                   | Tid    |
| --------- | ------------------------ | ------ |
| 1.        | Innoncent Egbunike (NGR) | 45,26  |
| 2.        | Sunder Nix (USA)         | 45.31  |
| 3.        | Elvis Forde (BAR)        | 45.60  |
| 4.        | Aldo Canti (FRA)         | 45.64  |
| 5.        | Angel Heras (ESP)        | 45.88  |
| 6.        | Marcel Arnold (SUI)      | 46.10  |
| 7.        | Philip Brown (GBR)       | 46.63  |
| 8.        | Anton Skerritt (TRI)     | 46.93. |

| Placering | Heat 3                 | Tid    |
| --------- | ---------------------- | ------ |
| 1.        | Alonzo Babers (USA)    | 44,75  |
| 2.        | Sunday Uti (NGR)       | 45.01  |
| 3.        | Bertland Cameron (JAM) | 45.16  |
| 4.        | Bruce Frayne (AUS)     | 45.35  |
| 5.        | Todd Bennett (GBR)     | 45.51  |
| 6.        | Antonio Sánchez (ESP)  | 45.79  |
| 7.        | Oddur Sigurdsson (ISL) | 46.07  |
| 8.        | Doug Hinds (CAN)       | 46.19. |

| Placering | Heat 4                 | Tid    |
| --------- | ---------------------- | ------ |
| 1.        | Gabriel Tiacoh (CIV)   | 45,15  |
| 2.        | David Kitur (KEN)      | 45.78  |
| 3.        | Michael Paul (TRI)     | 45.84  |
| 4.        | Susumu Takano (JPN)    | 45.91  |
| 5.        | Erwin Skamrahl (FRG)   | 46.39  |
| 6.        | Mark Senior (JAM)      | 46.50  |
| 7.        | Gerson Souza (BRA)     | 46.65  |
| 8.        | Isidro del Prado (PHI) | 46.71. |

### Försöksheat
| Placering | Heat 1                   | Tid        |
| --------- | ------------------------ | ---------- |
| 1.        | Dave Lishebo (ZAM)       | 46,20      |
| 2.        | David Peltier (BAR)      | 46.57      |
| 3.        | Allan Ingraham (BAH)     | 46.72      |
| 4.        | Boubacar Diallo (SEN)    | 46.73      |
| 5.        | Dean Greenaway (IVB)     | 47.33      |
| 6.        | Evaldo Rosa Silva (BRA)  | 47.55      |
| 7.        | Ibrahim Okash Omar (SOM) | 47.91 (NR) |
| 8.        | Issaka Hassane (CHA)     | 49.64      |

| Placering | Heat 2                | Tid    |
| --------- | --------------------- | ------ |
| 1.        | Gabriel Tiacoh (CIV)  | 45,96  |
| 2.        | David Kitur (KEN)     | 46.25  |
| 3.        | Marcel Arnold (SUI)   | 46.46  |
| 4.        | Gary Minihan (AUS)    | 46.93  |
| 5.        | Nordin Jadi (MAS)     | 47.12  |
| 6.        | Tommy Johansson (SWE) | 47.77  |
| 7.        | Daniel Andre (MRI)    | 49.09  |
| 8.        | Faustin Butera (RWA)  | 51.41. |

| Placering | Heat 3                       | Tid    |
| --------- | ---------------------------- | ------ |
| 1.        | Innocent Egbunike (NGR)      | 46,63  |
| 2.        | Mark Senior (JAM)            | 46.73  |
| 3.        | Gerson Souza (BRA)           | 47.02  |
| 4.        | Manuel Ramirez-Caicedo (COL) | 47.17  |
| 5.        | Bryan Saunders (CAN)         | 47.40  |
| 6.        | Mohammed Almaliki (OMA)      | 47.61  |
| 7.        | Meesaq Rizvi (PAK)           | 49.58. |

| Placering | Heat 4                     | Tid    |
| --------- | -------------------------- | ------ |
| 1.        | Bertland Cameron (JAM)     | 46,14  |
| 2.        | Oddur Sigurdsson (ISL)     | 46.30  |
| 3.        | Doug Hinds (CAN)           | 46.42  |
| 4.        | Richard Louis (BAR)        | 46.70  |
| 5.        | Jean Didace Bemou (CGO)    | 47.26  |
| 6.        | Hector LLatser (FRA)       | 47.30  |
| 7.        | Phillip Pipersburg (BIZ)   | 48.04  |
| 8.        | Alberto Lopez-Davila (GUA) | 52.21. |

| Placering | Heat 5                   | Tid    |
| --------- | ------------------------ | ------ |
| 1.        | Alonzo Babers (USA)      | 45,81  |
| 2.        | Michael Paul (TRI)       | 46.18  |
| 3.        | Philip Brown (GBR)       | 46.26  |
| 4.        | Moses Kyeswa (UGA)       | 46.78  |
| 5.        | Tim Bethune (CAN)        | 46.98  |
| 6.        | Joseph Ramotshabi (BOT)  | 48.11  |
| 7.        | Dawda Jallow (GAM)       | 48.36  |
| 8.        | René Lopez Escobar (ESA) | 48.71. |

| Placering | Heat 6                 | Tid    |
| --------- | ---------------------- | ------ |
| 1.        | Bruce Frayne (AUS)     | 46,08  |
| 2.        | Aldo Canti (FRA)       | 46.14  |
| 3.        | Susumu Takano (JPN)    | 46.26  |
| 4.        | Nafee Mersal (EGY)     | 46.46  |
| 5.        | Alfred Browne (ANT)    | 47.29  |
| 6.        | Rashed Jerbeh (UAE)    | 48.71  |
| 7.        | Siegfried Cruden (SUR) | 50.07. |

| Placering | Heat 7                    | Tid    |
| --------- | ------------------------- | ------ |
| 1.        | Sunder Nix (USA)          | 45,42  |
| 2.        | Elvis Forde (BAR)         | 45.47  |
| 3.        | Antonio Sánchez (ESP)     | 46.03  |
| 5.        | James Atuti (KEN)         | 47.04  |
| 6.        | Adje-Adjeoda Vignon (TOG) | 47.43  |
| 7.        | Lapule Tamean (PNG)       | 47.60  |
| 8.        | Pushpa Raj Ojha (NEP)     | 52.12. |

| Placering | Heat 8                 | Tid    |
| --------- | ---------------------- | ------ |
| 1.        | Antonio McKay (USA)    | 45,55  |
| 2.        | John Anzarah (KEN)     | 46.12  |
| 3.        | Isidro del Prado (PHI) | 46.82  |
| 4.        | Leonardo Lolorte (MOZ) | 47.07  |
| 5.        | Joseph Rodan (FIJ)     | 49.00  |
| 6.        | Agripa Mwausegha (MAW) | 49.12  |
| 7.        | Charles Moses (GHA)    | 50.39. |

| Placering | Heat 9                        | Tid    |
| --------- | ----------------------------- | ------ |
| 1.        | Erwin Skamrahl (FRG)          | 45,94  |
| 2.        | Angel Heras (ESP)             | 46.06  |
| 3.        | Todd Bennett (GBR)            | 46.09  |
| 4.        | Yann Quentrec (FRA)           | 46.94  |
| 5.        | Wilson David Santos (BRA)     | 47.55  |
| 6.        | Mark Handelsman (ISR)         | 48.17  |
| 7.        | Chris Madzokere (ZIM)         | 48.49  |
| 8.        | Arsene Randriamahazoman (MAD) | 48.86. |

| Placering | Heat 10             | Tid    |
| --------- | ------------------- | ------ |
| 1.        | Kriss Akabusi (GBR) | 45,64  |
| 2.        | Darren Clark (AUS)  | 45.68  |
| 3.        | Sunday Uti (NGR)    | 45.74  |
| 4.        | Devon Morris (JAM)  | 45.80  |
| 5.        | Mike Okot (UGA)     | 46.68  |
| 6.        | Samuel Sarkpa (LBR) | 47.65  |
| 7.        | Mama Moluh (CMR)    | 48.90. |